# Ghassoul
Ghassoul là một đô thị thuộc tỉnh El Bayadh, Algérie. Dân số thời điểm năm 2002 là 5.179 người.